# Епархия Флоресты
Епархия Флоресты (лат. Dioecesis Florestensis) — епархия Римско-Католической церкви с центром в городе Флореста, Бразилия. Епархия Флоресты входит в митрополию Олинды-и-Ресифи. Кафедральным собором епархии Флоресты является церковь Милосердного Иисуса.  

## История
15 февраля 1964 года Римский папа Павел VI издал буллу «Qui secreto», которой учредил епархию Флоресты, выделив её из епархий Пескейры и Петролины. 

## Ординарии епархии
- епископ Francisco Xavier Nierhoff, M.S.F. † (4.08.1964 — 12.12.1988, в отставке);
- епископ Czesław Stanula, C.SS.R. † (17.06.1989 — 27.08.1997 — назначен епископом Итабуны);
- епископ Adriano Ciocca Vasino (3.03.1999 — 21.03.2012 — назначен прелатом Сан-Фелиса);
- епископ Gabriele Marchesi (21.02.2013 — по настоящее время).

## Источник
- Annuario Pontificio,  Libreria Editrice Vaticana, Città del Vaticano, 2003, ISBN 88-209-7422-3
- Булла Qui secreto Dei consilio  (лат.)